# منتخب بيرو لكرة القدم الشاطئية
منتخب بيرو لكرة القدم الشاطئية (بالإسبانية: Selección de fútbol playa de Perú)‏ هو ممثل بيرو الرسمي في المنافسات الدولية في كرة قدم شاطئية ، يديريه اتحاد بيرو لكرة القدم.